# Cleft Falls
Die Cleft Falls sind Wasserfälle im Grand-Teton-Nationalpark im Westen des US-Bundesstaates Wyoming. Die Cleft Falls haben eine Höhe von 15 m und fallen im Garnet Canyon unterhalb des Disappointment Peak in der Teton Range hinab. Der Bachlauf entwässert sich über den Bradley Lake in den Cottonwood Creek und später in den Snake River. Der namenlose Bach entwässert sich vom Middle Teton Glacier, weshalb die Wasserfälle nur zeitweise vorhanden sind. Sie können über den Garnet Canyon Trail erreicht werden, der südlich des Jenny Lake im Jackson Hole startet. Im Garnet Canyon befinden sich zwei weitere Wasserfälle, die Spalding Falls und die Bannock Falls.

## Belege
1. ↑  Geonames: Cleft Falls. Abgerufen am 27. März 2021.
2. ↑  Cleft Falls, Wyoming, United States - World Waterfall Database. Abgerufen am 27. März 2021 (englisch).
3. ↑  Naturalatlas: Cleft Falls. Abgerufen am 27. März 2021 (englisch).